# 妙本寺 (岡山県吉備中央町)

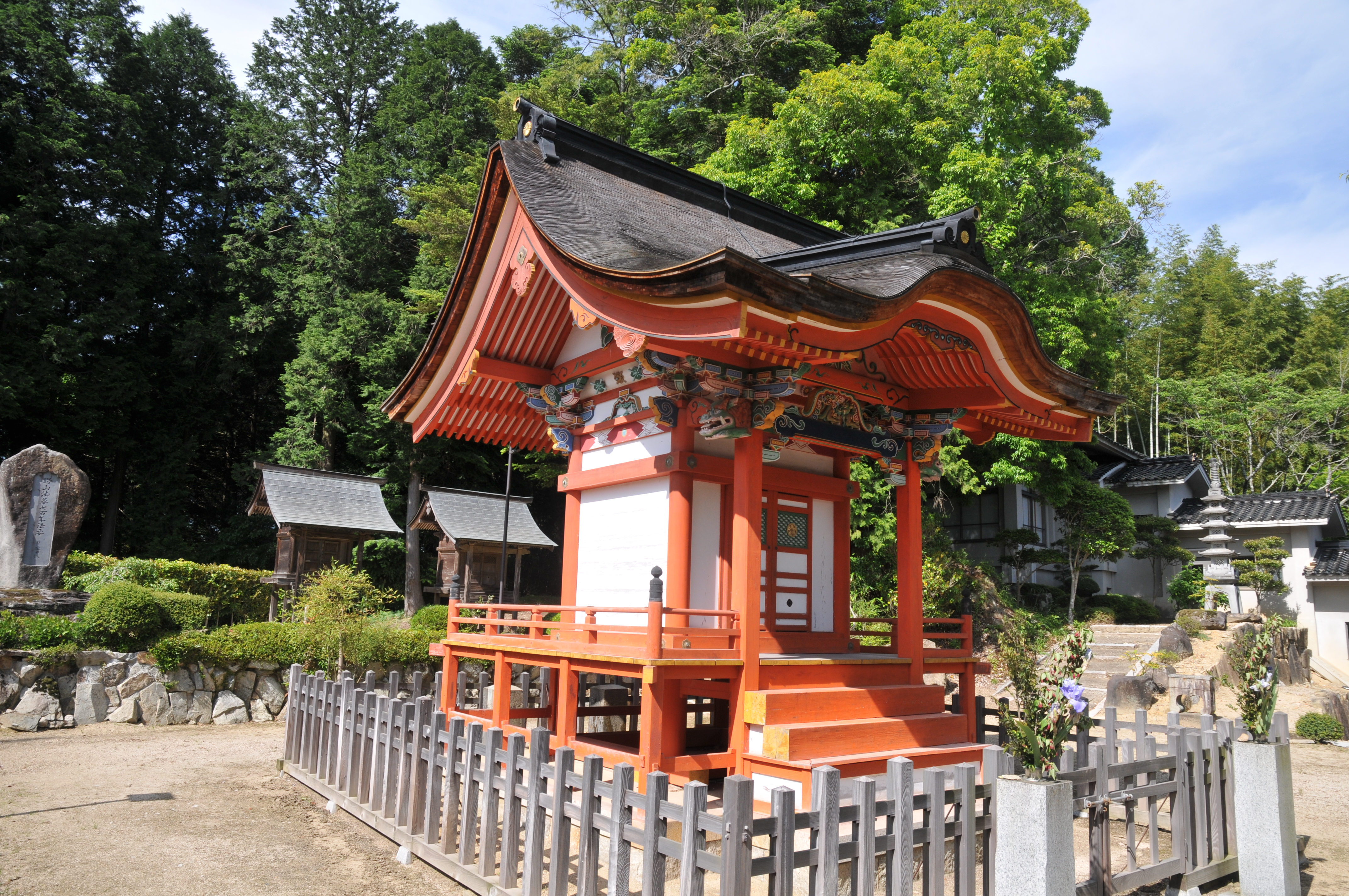
番神堂（国の重要文化財）

妙本寺（みょうほんじ）は岡山県加賀郡吉備中央町に所在する寺院。宗派は日蓮宗。山号は具足山。本尊は久遠の本師 釈迦牟尼佛。日蓮宗の西国布教の拠点となっていたことから「西身延」と呼ばれる。桃山時代建造の番神堂は国の重要文化財に指定されている。旧本山は大本山妙顕寺。奠師法縁。平成25年(2013年)日蓮宗宗門史跡に指定された。

## 概要
寺伝によれば、鎌倉時代中期の建治元年（1275年）に伊達弾正朝義が当地の地頭として赴任した。朝義は龍ノ口法難を目の当たりにし日蓮に帰依したと言われ、弘安4年（1281年）に居館の北東に寺院を建立したと伝えられている（一説には、創建は建治元年（1275年）とされる）。
寺院建立の前年、弘安3年（1280年）朝義は当寺院への日蓮の来訪を依頼するため身延山を訪れたが、日蓮は隠棲を理由に断り代わりに経一丸（後の日像）を使わすことを約束し開山としたと言われる。結局、日像も多忙を理由に当地訪問は叶わず、永仁元年（1293年）に京都に赴いた際に、上京した朝義と面会し大曼荼羅と三十番神を授けたという。
伊達朝義は徳治元年（1306年）66歳で死去したと伝えられる。朝義の死後の正和年間（1312年 - 1317年）日像の高弟、大覚が赴いた。大覚は当寺院を拠点に西国への布教を行った。
妙本寺近隣の寺院は概ね日蓮宗に改宗し、この地域の寺院・檀信徒は「野山法華」と呼ばれている。
南北朝時代の元徳2年（1330年）より戦国時代の元亀元年（1570年）の期間は無住であったと伝えられている。このため伽藍は大破し、天正11年（1583年）に大改修が施されたと伝わる。
毎年、4月12日と9月12日には妙本講が開催されている。

## 文化財

### 重要文化財（国指定）
- 妙本寺番神堂

詳しくは妙本寺鎮守三十番神堂という。一間社流造・正面軒唐破風付・こけら葺。室町時代後期の明応6年（1497年）吉田神道長の卜部兼倶が、自ら送った番神問答抄に対し妙本寺七世の日具が返した答釈に感嘆して寄進し京都の工匠が建築したと言われている。現在見られるものは桃山時代のもので、桃山様式の極彩色彫刻が施されている。昭和2年（1927年）4月25日指定。

### 岡山県指定重要文化財
- 妙本寺本堂

当寺院が建立されたとされる弘安4年（1281年）建造（一説には建治元年（1275年）建造）と伝わる。当初は重層入母屋造茅葺であったが無住期間に大破した。天正11年（1583年）に再築され、幕末に改修された。改修により屋根は宝型造となっていたが、平成元年（1989年）から平成3年（1991年）にかけての解体修理で入母屋造に復元した。昭和31年（1956年）4月1日指定。
- 妙本寺出土備前焼壺・大甕 37個　附:瀬戸褐釉印花文瓶子

境内より37個の様々な時代の備前焼が出土した。平成10年（1998年）3月24日指定。

### 吉備中央町指定重要文化財
- 五輪の塔群

伊達氏（のち野山氏となる）一族の墓石群。庄官堂と呼ばれる伊達弾正朝義の霊廟が隣接する。

## 旧末寺
日蓮宗は昭和16年（1941年）に本末を解体したため、現在では旧本山、旧末寺と呼びならわしている。
- 森原山妙仙寺（岡山県加賀郡吉備中央町北）真言寺院を嘉元2年（1304年）地頭で開基檀越の伊達朝義が実乗院日円の開基で日蓮宗に改めた。
- 天久山妙教寺（岡山県加賀郡吉備中央町岨谷）元応2年（1320年）に大覚妙実が真言寺院を日蓮宗に改めた。
- 宝塔山和泉寺（岡山県加賀郡吉備中央町宮地）嘉元2年（1304年）宝成院日持（蓮永寺の日持とは別人）の開山で創建。
- 一致山本迹寺（岡山県加賀郡吉備中央町西）真言寺院を嘉元2年（1304年）地頭で開基檀越の伊達朝義が智蔵院日覚の開基で日蓮宗に改めた。
- 妙足山円満寺（岡山県加賀郡吉備中央町西）嘉暦年間（1326年－1329年）に大覚妙実が真言寺院を日蓮宗に改めた。
- 名越妙見山真城寺（岡山市北区吉備津）